# Celsus könyvtára
Celsus könyvtára az epheszoszi római város egyik kiemelkedő építménye volt: egyszerre szolgált mauzóleumként és irattárként. Nevét a város egyik római kormányzójáról kapta, akit az épületben temettek el.

## Története
Az építményt Gaius Julius Acquila rendelte meg a 2. században, hogy emléket állítson apjának, Tiberius Julius Celsus Polemaeanusnak. Celsus 92-ben római konzul, 105 és 107 között szenátor, majd 
Epheszosz proconsulja volt. Ő volt a város leggazdagabb embere, valamikor 120 előtt halt meg. A könyvtár pontos építési ideje nem ismert, a különböző álláspontok alapján 110-135 között történt. Az időponthoz csak az épület alapjába és a homlokzat első szintjére vésett felirat nyújt támpontot, amely arról tudósít, hogy Celsus fia rendelte meg az épületet apja emlékére, és 25 ezer dénárt fordított írott szövegek vásárlására.
A könyvtárat a Kurétesz utca és a Márvány út találkozásánál, a város szívében építették fel, közel az agorához, közvetlenül annak íves bejárata mellé. Az építmény megfelelt a Hadrianus római császár (76-138) alatt, különösen a birodalom keleti részén uralkodó korízlésnek: gazdagon faragott homlokzat kiugró elemekkel, szobrokkal, süllyesztett vakablakokkal és oszlopokkal. Az épületet tartó, 21 méter széles alapra kilenc lépcső vezet fel. A márványhomlokzat 17 méter magas, kétszintes,  mindegyiken korintoszi oszloppárokat helyeztek el, amelyek háromszögletű, illetve félköríves oromzatot tartanak. A felső oszlopok rövidebbek és vékonyabbak, mint az alsók.
Az épületnek három bejárata van, mindegyiket gazdagon faragott kőkeretek díszítenek: a középső magasabb, mint a két szélső. Minden ajtó fölé egy ablakot építettek. A homlokzaton kialakított fülkékben négy allegorikus szobor – bölcsesség, értelem, tudás, erény – áll, amely az elhunyt kormányzó értékeit testesíti meg. Az épület belső helyisége 180 négyzetméteres, márvánnyal borították. A nyugati fal félköríves, olyan mint egy templomi apszis. A falat fülkék borították, amelyekben a tekercseket tárolták.
Habár a homlokzat kétszintes, az épületnek nem volt emelete, hanem egy folyosó futott körbe a falak mentén, hogy meg lehessen közelíteni a magasabban lévő tárolókat. A pára csökkentése és a belső hőmérséklet stabilan tartása érdekében üres falmélyedéseket építettek. A helyiségben kialakítottak egy alkóvot, amelyben valószínűleg Celsus vagy fia szobra állt. A szobor ma az isztambuli régészeti múzeumban tekinthető meg.
Celsus ólomkoporsóját egy márványszarkofágban helyezték el, amelyet Niké és Erósz figurája, valamint faragott rózsák és virágfüzérek díszítettek. A szarkofágot az épületben, a félkör alakú fal előtt temették a burkolat alá. A könyvtárban 9-12 ezer tekercset őrizhettek.
Az 1. évszázadban Epheszosz, köszönhetően Pál és János apostolnak, a kereszténység központja lett Ázsiában. A város vallási központtá vált, és a könyvtár központi szerepet játszott a tudás átörökítésében. 262-ben, a gótok inváziójában a könyvtár leégett. A homlokzat túlélte a pusztítást, és a 4. században felújították az épületet, amely előtt egy kis szökőkutat helyeztek üzembe. Epheszosz a késői antikvitásban is fontos keresztény város maradt, 431-ben ökumenikus püspöki tanácsot tartottak területén. A 10. században a homlokzat leomlott egy földrengésben. A romokat 1904-ben tárták fel, ekkor találták meg Celsus szarkofágját. A homlokzatot részben helyreállították. A homlokzatot díszítő szobrokat Bécsbe szállították, így most azok másolatai díszítik a könyvtárat.

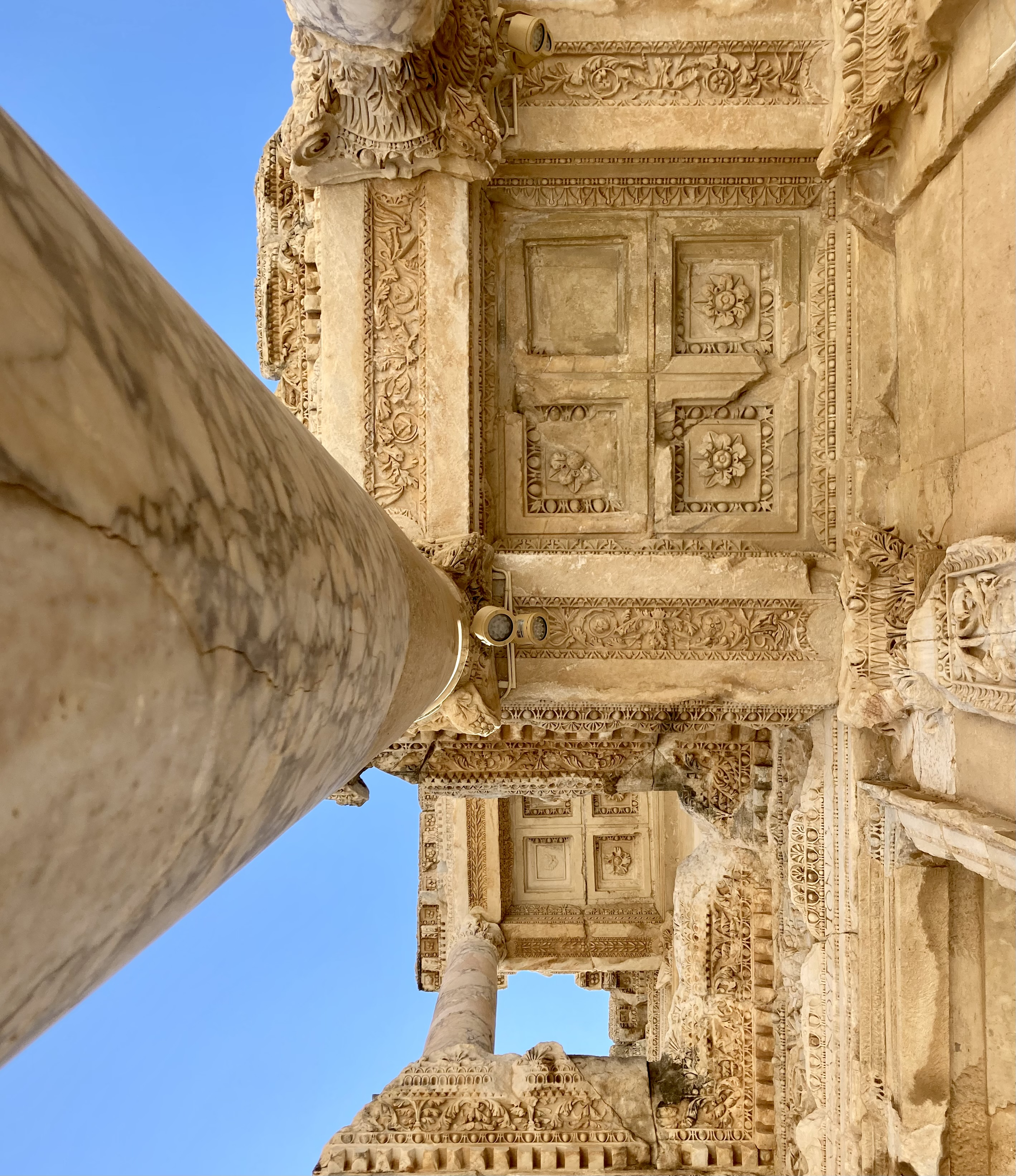
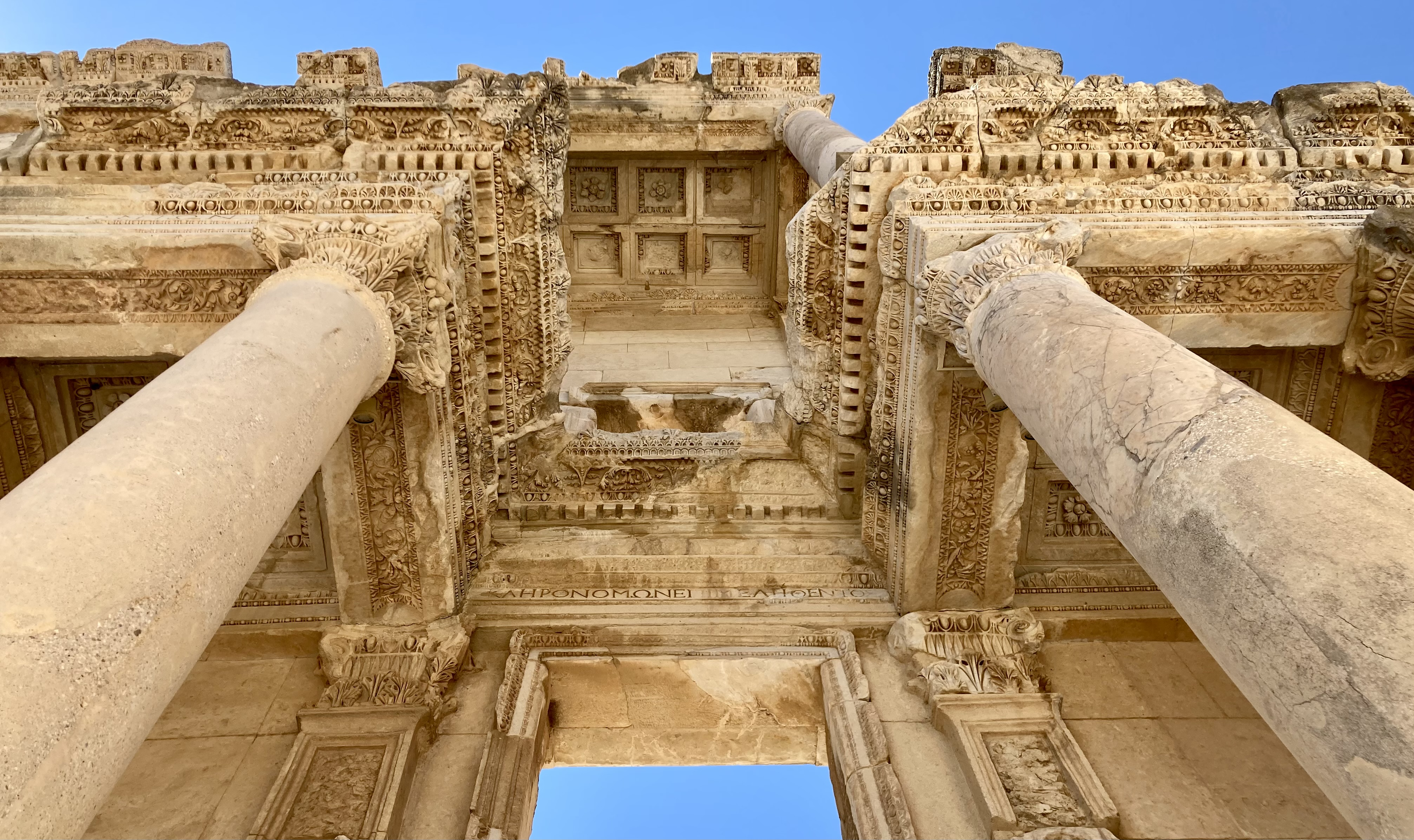
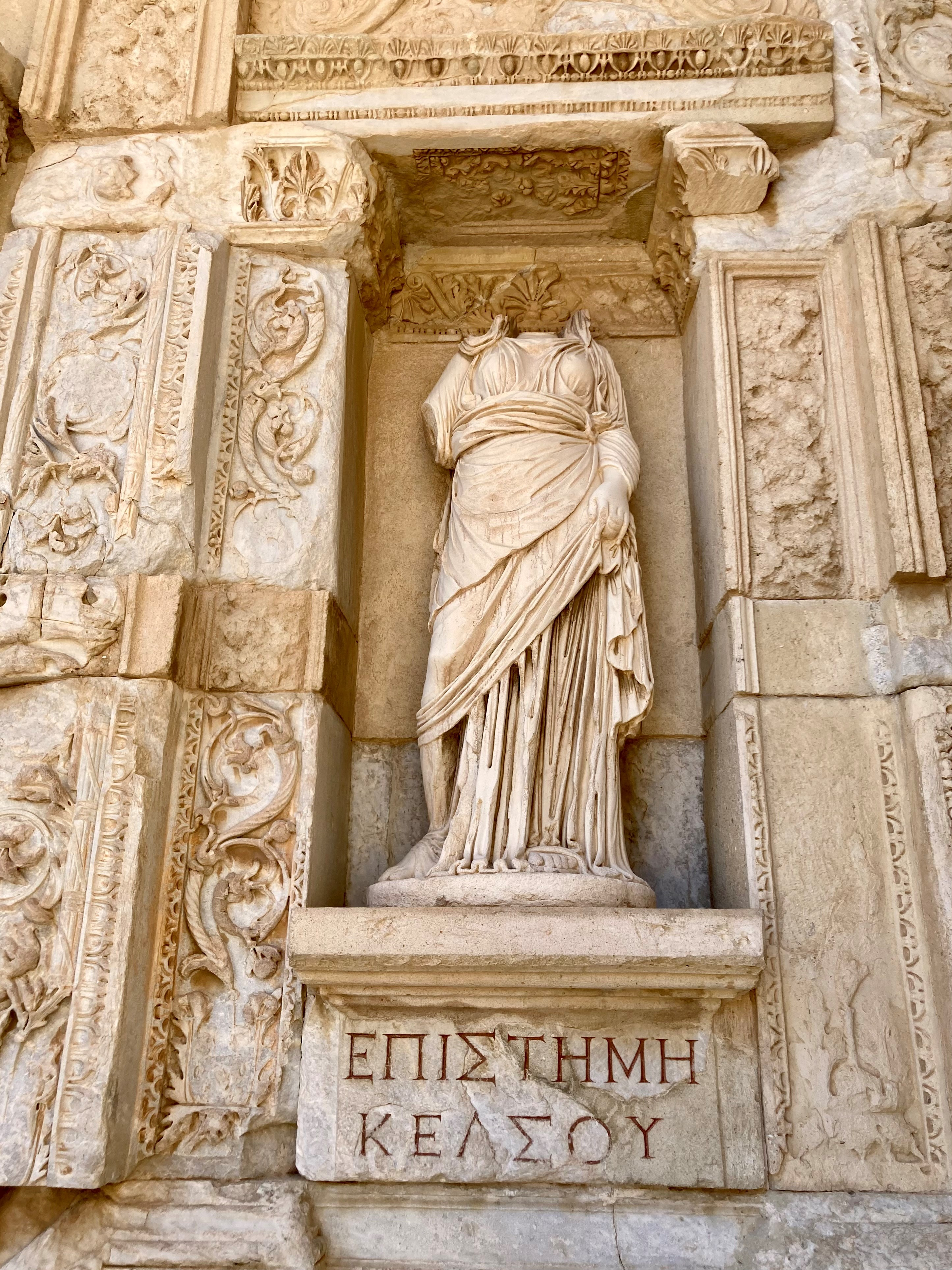
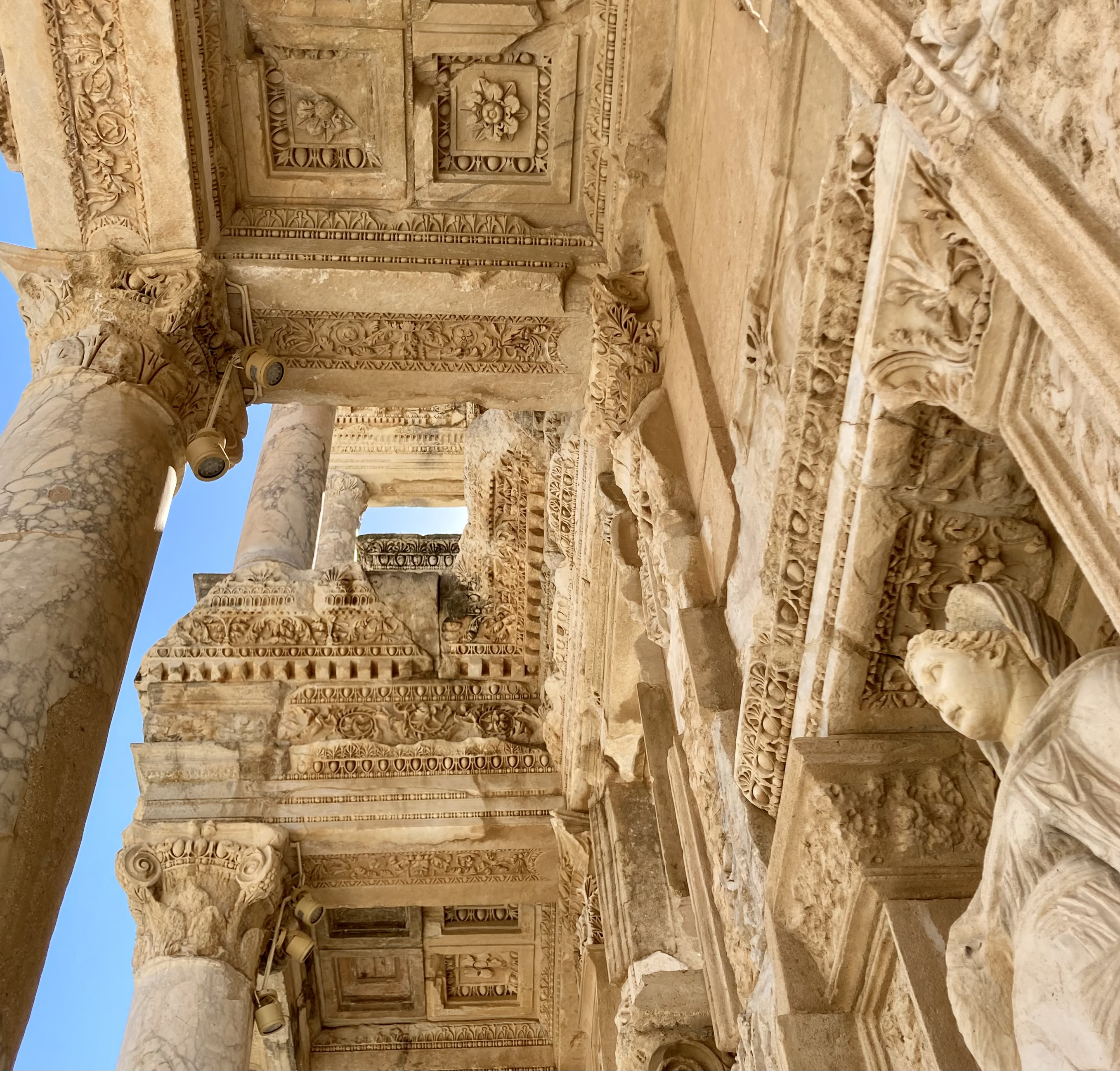